# Aufstand im Ogaden

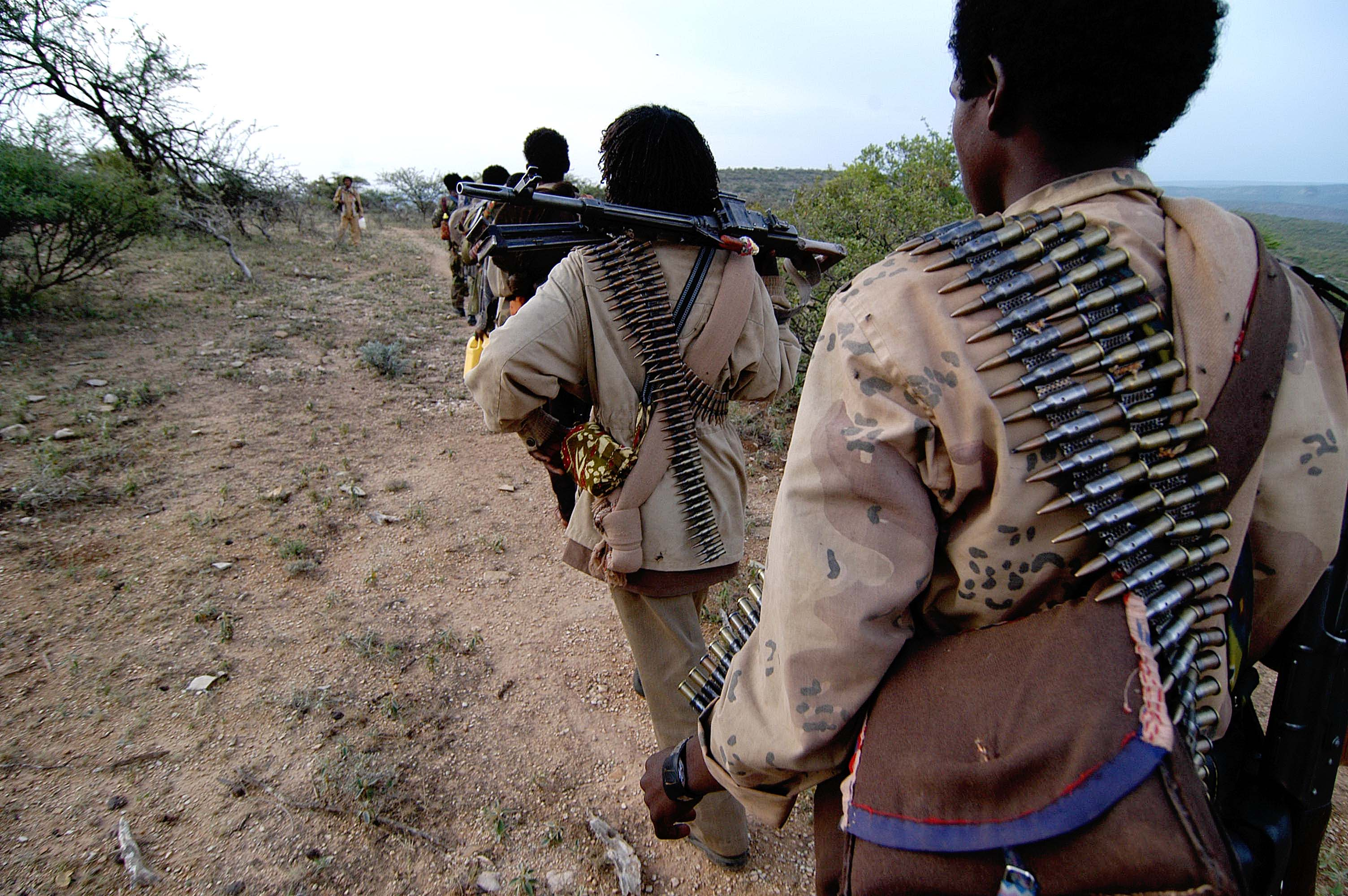
Eine Kolonne von ONLF-Rebellen am 8. Oktober 2006

Der Aufstand im Ogaden richtet sich gegen die äthiopische Herrschaft über das hauptsächlich von Somali bewohnte Gebiet Ogaden im Südosten Äthiopiens, das Ende des 19. Jahrhunderts in das damalige Kaiserreich Äthiopien eingegliedert wurde.
Die Ziele der Aufständischen variierten im Laufe der Zeit von mehr Autonomie innerhalb Äthiopiens über die Unabhängigkeit von Äthiopien bis hin zum Anschluss an ein Groß-Somalia.
Der Aufstand wurde ab 1984 hauptsächlich von der separatistischen Ogaden National Liberation Front (ONLF) geführt. Anfang der 1990er Jahre war die ONLF unter der neuen Regierung Äthiopiens zeitweise an der Regierung in der neu gegründeten Somali-Region beteiligt und führte in dieser Zeit keinen Aufstand. Als es 1994 zum Bruch zwischen der ONLF und der Zentralregierung kam, nahmen Teile der ONLF den bewaffneten Kampf gegen die Regierung wieder auf.
Der Konflikt zwischen der ONLF und der äthiopischen Armee verlief in den folgenden Jahren meist mit niedriger Intensität. Er verschärfte sich jedoch seit 2007, als ONLF-Kämpfer einen größeren Angriff auf das chinesische Ölfeld von Abole und weitere Angriffe in den Städten Jijiga und Degehabur verübten. Die Armee ging seither verstärkt gegen die Rebellen vor. Der Zugang zum betroffenen Gebiet wurde eingeschränkt. Vor allem die Armee soll Menschenrechtsverletzungen an der Zivilbevölkerung begangen haben.
Die ONLF erhielt Unterstützung von Äthiopiens Nachbarland Eritrea, das seit dem Eritrea-Äthiopien-Krieg 1998–2000 mit Äthiopien verfeindet ist. Die äthiopische Regierung befürchtet außerdem, dass sich die ONLF mit islamistischen Gruppierungen aus Somalia verbünden könnte. Das Eingreifen äthiopischer Truppen im somalischen Bürgerkrieg gegen die Union islamischer Gerichte (Ende 2006 bis Anfang 2009) stand daher auch im Zusammenhang mit dem Ogaden-Aufstand.

## Konflikt bis 1991
Ogaden bezeichnet im engeren Sinn das Gebiet der Ogadeni, die zur Somali-Clanfamilie der Darod gehören. Im weiteren Sinne wurde die Bezeichnung auch für die Gebiete anderer Somali-Clans unter äthiopischer Herrschaft verwendet. Diese Gebiete wurden Ende des 19. Jahrhunderts von Äthiopien erobert und eingegliedert, während die übrigen Somali-Gebiete am Horn von Afrika zwischen den europäischen Kolonialmächten Frankreich, Großbritannien und Italien aufgeteilt wurden.
Vor allem ab Mitte des 20. Jahrhunderts forderten Somali-Nationalisten die Unabhängigkeit und den Zusammenschluss all ihrer Gebiete zu einem Groß-Somalia. Der seit 1960 unabhängige Staat Somalia erhob entsprechende Ansprüche gegen seine Nachbarstaaten und unterstützte Somali-Rebellen in Äthiopien. 1977/78 versuchte Somalia im Ogadenkrieg eine Eroberung des Gebietes, welche scheiterte. Die von Somalia geförderte Westsomalische Befreiungsfront WSLF führte ihren Kampf um den Anschluss an Somalia in den folgenden Jahren weiter, erst Mitte der 1980er Jahre galt sie als zerschlagen.
1984 formierten sich Teile der WSLF als Ogaden National Liberation Front (ONLF) neu, um den Aufstand gegen die äthiopische Regierung fortzuführen. Die ONLF distanzierte sich vom Regime Siad Barres in Somalia und betont auch mit der Namensgebung „Ogaden“ anstelle von „West-Somalia“, dass sie mehr auf eine Unabhängigkeit des Ogaden als auf einen Zusammenschluss mit Somalia ausgerichtet ist.
Die ONLF war eine von mehreren Gruppierungen, die im Äthiopischen Bürgerkrieg in verschiedenen Landesteilen gegen die Derg-Militärdiktatur unter Mengistu Haile Mariam kämpften. 1991 konnte eine dieser Widerstandsbewegungen, die Volksbefreiungsfront von Tigray (TPLF) bzw. das von ihr geführte Bündnis Revolutionäre Demokratische Front der Äthiopischen Völker, das Mengistu-Regime stürzen und die Macht übernehmen.

## Regierungsbeteiligung der ONLF bis 1994
Die EPRDF organisierte nach 1991 die Verwaltungsgliederung Äthiopiens neu, indem sie die historischen Provinzen abschaffte und durch ethnisch definierte Regionen oder Bundesstaaten ersetzte. In der neu gegründeten Somali-Region band die EPRDF zunächst die WSLF und ONLF als regionale Partner ein. Die ONLF gewann 1992 die Regionalwahlen und stellte ein Jahr lang die Regionalregierung (danach regierten Angehörige der WSLF oder unabhängige Kandidaten aus dem Ogadeni-Clan). Allerdings misstraute die EPRDF-Zentralregierung der ONLF und entwickelte bereits ab 1992 eine Strategie gegen deren Sezessionsbestrebungen. Die ONLF selbst war innerlich gespalten zwischen denjenigen, die weiterhin nach der Unabhängigkeit strebten, und anderen, welche eine Zusammenarbeit mit der neuen Regierung befürworteten. Auch gab es Gegensätze zwischen der ONLF, die vorwiegend Interessen der Ogadeni vertrat, und den Vertretern anderer Clans im Parlament.
Die Regionalregierung wurde daher zweimal auf Betreiben der Zentralregierung abgesetzt. Dies sorgte für Unmut bei den Ogadeni und führte zu gelegentlichen Zusammenstößen zwischen staatlichen Sicherheitskräften und Anhängern der ONLF. Zugleich drohte die islamistische Organisation al-Ittihad al-Islami mit einem Aufstand. Sie registrierte sich 1991 zunächst als legale politische Partei, begann sich aber ab 1992 zu militarisieren.
Als das von ONLF/Ogadeni dominierte Regionalparlament im Februar 1994 erklärte, die Unabhängigkeit anstreben zu wollen (was die äthiopische Verfassung den einzelnen Regionen erlaubt), griff die Zentralregierung ein drittes Mal ein und setzte die Ogadeni-Regionalregierung unter Hassan Jire ab. Bei den Regionalwahlen im selben Jahr verlor die ONLF gegen die neu gegründete, regierungstreue Ethiopian Somali Democratic League (ESDL) von verschiedenen Nicht-Ogadeni-Clans. Radikale Teile der ONLF hatten zum Wahlboykott aufgerufen. Die 18 gewählten ONLF-Mitglieder und die 15 Abgeordneten von der Western Somali Democratic Party weigerten sich aus Protest gegen Wahlmanipulationen, ihre Sitze einzunehmen, um so die Bildung einer neuen Regionalregierung zu verhindern.

## Konflikt mit niedriger Intensität 1995–2006

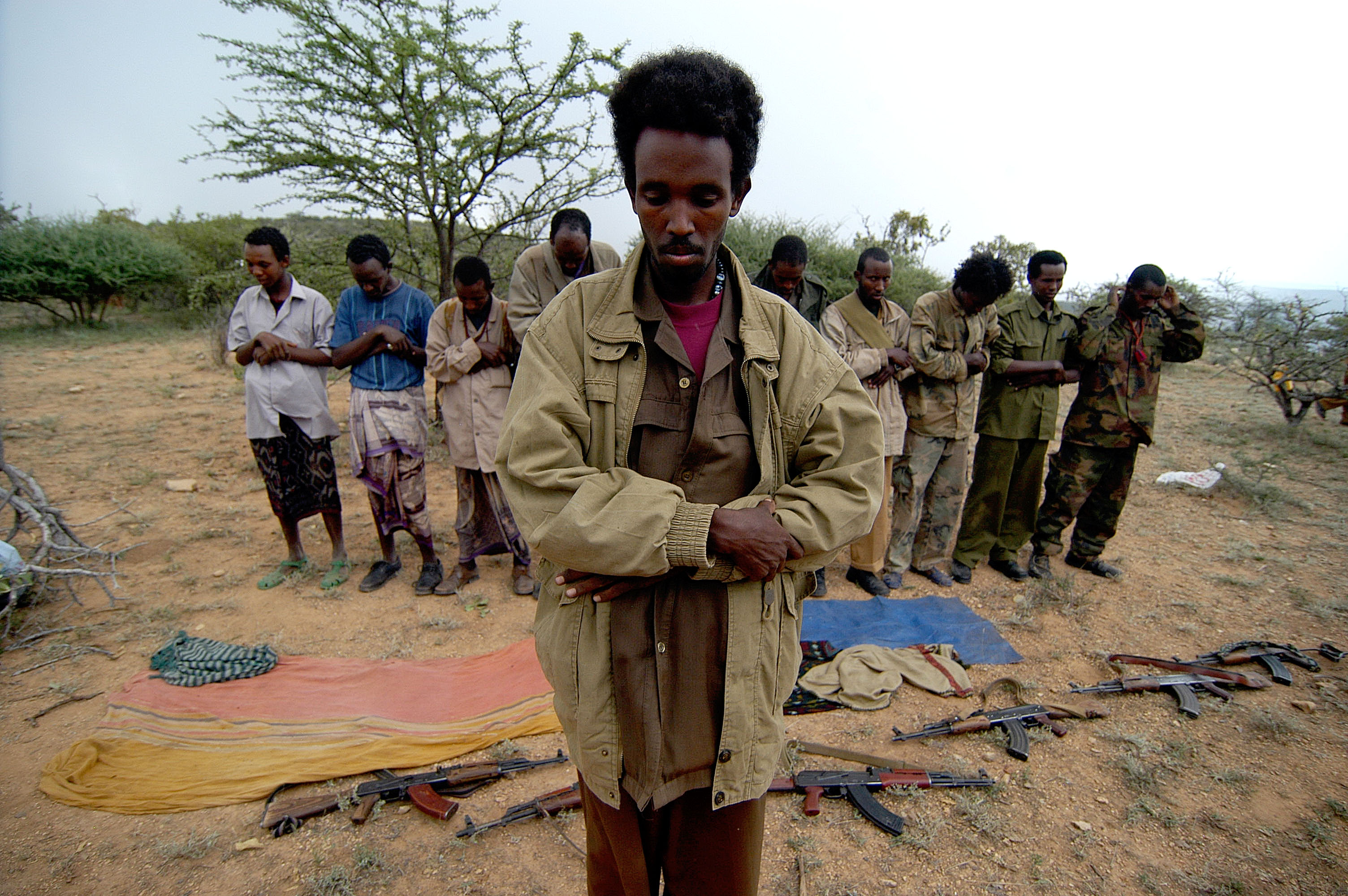
Ein Mitglied der ONLF führt ein islamisches Gebet

1996 wurde in London eine Vereinbarung zwischen der ONLF und der Oromo-Befreiungsfront (OLF) für den gemeinsamen Kampf gegen die äthiopische Regierung bekanntgegeben. Ähnliche Abkommen soll es mit der islamistischen al-Ittihad al-Islami und mit der Islamic Front for the Liberation of Oromia gegeben haben. al-Ittihad, die vor allem in der Region Gedo in Somalia verankert war und am Bürgerkrieg in Somalia teilnahm, verübte am 8. Juli 1996 ein Attentat gegen den ESDL-Parteivorsitzenden, nach Ansicht der Regierung war diese Gruppierung zudem für weitere Anschläge in der Somali-Region und in Addis Abeba verantwortlich. Die äthiopische Armee intervenierte daher 1996 in Somalia und zerschlug die Organisation militärisch.
Gegenüber der ONLF ging die Zentralregierung vor, indem sie einerseits Nicht-Ogadeni-Clans und gemäßigte Ogadeni politisch einband und förderte (1998 wurde die Somali People’s Democratic Party, die auch Ogadeni umfasst, als neuer Regionalpartner der EPRDF gebildet) und andererseits den militanten Flügel der ONLF und dessen Unterstützer aus dem politischen Prozess ausschloss und militärisch bekämpfte. Die Armee und regionale Milizen gingen gegen ONLF-Führungspersönlichkeiten und angebliche Sympathisanten vor. Beide Seiten meldeten regelmäßig Siege in Kämpfen gegen ihre Gegner, wobei diese Meldungen kaum durch unabhängige Quellen zu bestätigen sind. Mehr als ein Jahrzehnt lang ging eine massive äthiopische Militärpräsenz in der Region mit verbreiteten Berichten über Menschenrechtsverletzungen von beiden Seiten einher. Diese Berichte sind schwer zu verifizieren, da das Militär die betroffenen Gebiete für unabhängige Untersuchungen praktisch unzugänglich machte.
Die Einheiten der ONLF sind ständig unterwegs und verüben vorwiegend überfallartige Angriffe (hit-and-run). Sie erhalten Nahrung und Wasser von Hirtennomaden auf dem Land sowie von Sympathisanten in Städten und Dörfern. Die ONLF ist insbesondere beim Clan der Rer Abdalle, einem Unterclan der Mohammed-Zubeir-Ogadeni, verankert, aber auch bei den Bah Geri, Makahil und Tolomogge. Sie ist in den Gebieten dieser Ogadeni-Clans in den Zonen Fiq, Korahe, Degehabur, Warder und Gode aktiv. Über eine weitere Gruppierung namens United Western Somali Liberation Front (UWSLF), die 2006 in Erscheinung trat und kurzzeitig zwei Hilfswerksmitarbeiter als Geiseln nahm, ist wenig bekannt.
Im Jahre 2006 schien die ONLF dank Unterstützung aus Eritrea an Stärke gewonnen zu haben. Sowohl die ONLF als auch die OLF waren während des Eritrea-Äthiopien-Krieges 1998–2000 in Eritrea und erhielten militärische Ausbildung wie auch logistische und militärische Unterstützung. Vertreter von ONLF und OLF waren auch in der somalischen Hauptstadt Mogadischu, als die – ebenfalls von Eritrea unterstützte – Union islamischer Gerichte dort ab Mitte 2006 an der Macht war. Die äthiopische Regierung befürchtete einen Zusammenschluss von Islamisten, Ogadeni- und Oromo-Separatisten mit Unterstützung Eritreas. Teile der Union islamischer Gerichte strebten auch nach einer Eingliederung Ogadens und riefen zum Dschihad gegen Äthiopien auf.
Die Beziehungen zwischen der ONLF und islamistischen Gruppierungen sind nicht klar. Mit der extremistischen al-Shabaab aus Somalia soll es 2007 gar zu Kämpfen gekommen sein, und die ONLF soll mit US-Truppen in der Region gegen Islamisten zusammengearbeitet haben. Eritreas Regierung wies die Vorwürfe Äthiopiens, im Ogaden einen Stellvertreterkrieg zu führen, zurück. Sie beschuldigte ihrerseits die äthiopische Regierung, dass sie unfähig sei, ihre Konflikte mit diversen ethnischen Gruppen beizulegen, und deswegen Eritrea als Sündenbock missbrauche.
Seit den Terroranschlägen am 11. September 2001 und dem Beginn des weltweiten „Krieges gegen den Terror“ bezeichnete die äthiopische Regierung die ONLF und OLF vermehrt als terroristische Organisationen, um internationale Unterstützung für die Bekämpfung dieser Gruppierungen zu gewinnen. Ende 2006 marschierten äthiopische Truppen in Somalia ein und stürzten die Union islamischer Gerichte, waren jedoch bald mit massivem Widerstand von islamistischen Splittergruppen, Clan-Milizen und weiteren Gegnern konfrontiert.

## Eskalation seit 2007

### Angriffe der ONLF

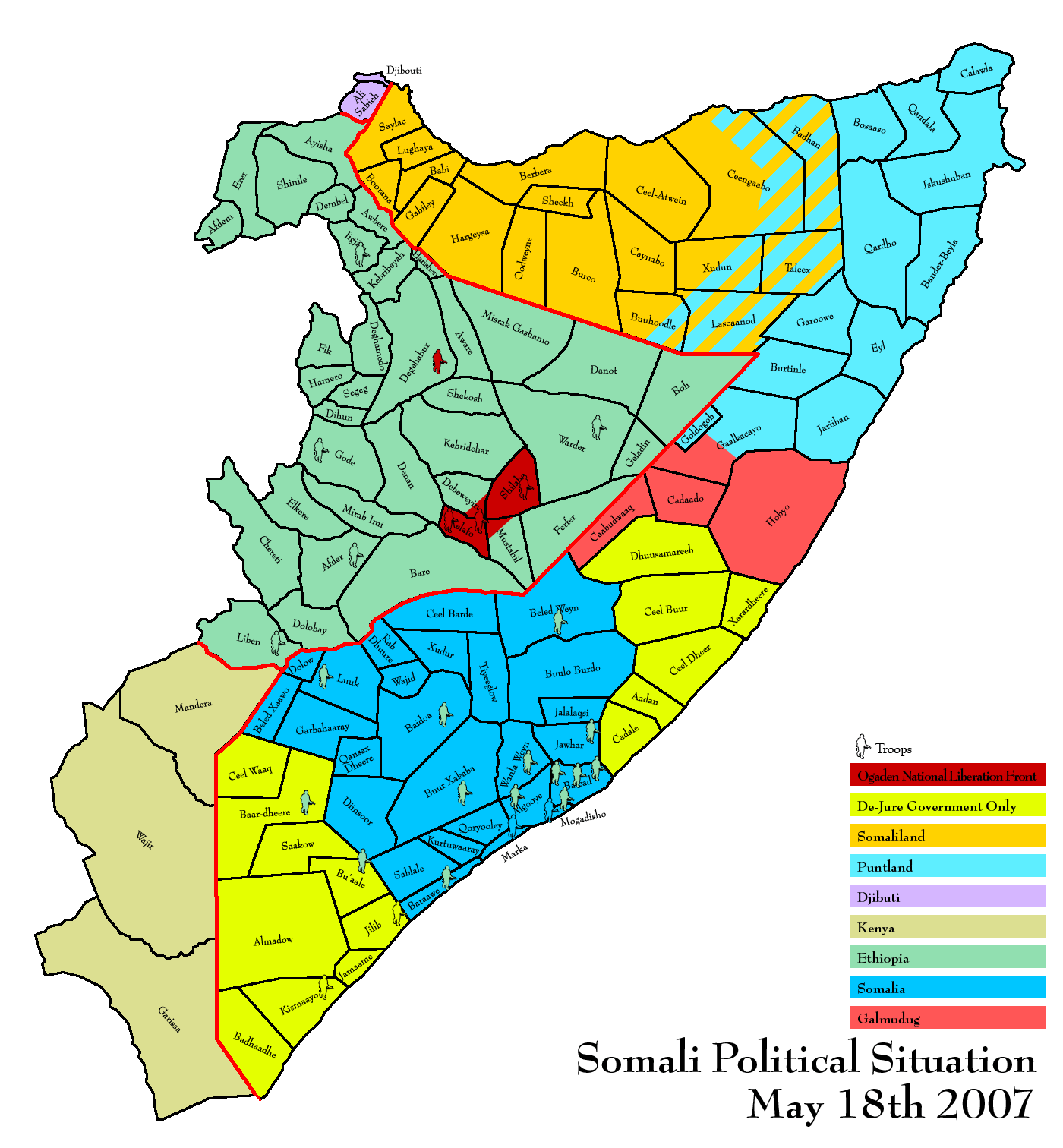
Die von der ONLF kontrollierten Gebiete in Dunkelrot

Die äthiopische Intervention in Somalia im Dezember 2006 fiel mit einer schwerwiegenden Eskalation des Konflikts im Ogaden zusammen. Ab Frühjahr 2007 weitete die ONLF die Angriffe auf Repräsentanten der Regierung sowie auf Einrichtungen der regionalen und lokalen Verwaltung und auf Militärkonvois aus. Im Januar 2007 attackierten ONLF-Rebellen die Woreda Gerbo in der Fiq-Zone und töteten dabei fünf Beamte, die sich weigerten, ihnen schwere Waffen auszuhändigen. Eine Woche später attackierte die ONLF die Polizeistation von Gunagada in der Degehabur-Zone. Bei diesem Angriff wurden 25 Menschen getötet, darunter auch der lokale Sicherheitschef. Die ONLF entführte auch mehrere Beamte, einschließlich des Polizeikommissars, welcher später gelyncht wurde.
Am 24. April 2007 stürmten Hunderte ONLF-Mitglieder das Ölfeld von Abole (Obole), wo eine chinesische Firma Explorationsarbeiten durchführte, und töteten dabei 65 Äthiopier und neun chinesische Techniker. Die meisten äthiopischen Opfer waren Tagelöhner, Wachmänner und sonstiges unterstützendes Personal, darunter auch ethnische Somali. Die ONLF begründete diesen Angriff auf ein ziviles Ziel später damit, dass Regierungsmitglieder finanziell am Unternehmen beteiligt seien und der lokalen Bevölkerung Land weggenommen worden sei. Sie gab zudem bekannt, dass sie sämtliche Erdölunternehmen bekämpfen werde, die im Ogaden aktiv sind. Am selben Tag griffen die Rebellen auch das Dorf Sandhore in der Nähe von Abole an, wo ein lokaler Geschäftsmann eine große Farm betrieb und gute Beziehungen zu den staatlichen Sicherheitskräften pflegte. Bei diesem Angriff wurden 18 Personen getötet, darunter ein Lehrer und ein Koranlehrer und der Verwalter der Farm.
Die sieben chinesischen Ölarbeiter, welche die ONLF entführt hatte, wurden am 29. April freigelassen und dem Roten Kreuz übergeben. Ein somalischer und ein äthiopischer Ölarbeiter wurden ebenfalls freigelassen und waren in guter Verfassung.
Am 28. Mai 2007 wurden bei Veranstaltungen zum äthiopischen Nationalfeiertag in der Regionalhauptstadt Jijiga und in der Stadt Degehabur im Ogaden ungefähr gleichzeitig Bombenanschläge verübt. Unbekannte warfen jeweils Handgranaten in die Menge. In Degehabur starben sechs Menschen und über 60 weitere wurden verwundet. In Jijiga starben elf Menschen und neben anderen wurde auch der anwesende Präsident der Somali-Region, Abdulahi Hassan Mohammed „Lugbuur“, verletzt. Die ONLF wies die Verantwortung von sich, und bislang hat sich keine andere Gruppe zu diesen Anschlägen bekannt.

### Aufstandsbekämpfung

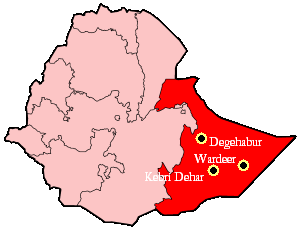
Äthiopische Somali-Region und Brennpunkte des Konflikts

Premierminister Meles Zenawi verkündete am 9. Juni 2007, dass die Armee eine größere Offensive begonnen habe, um den Rebellenaufstand der ONLF zu unterbinden. Die Militärpräsenz in der Region wurde weiter verstärkt. Der Höhepunkt dieser Offensive war von Juni bis September 2007. Von September 2007 an änderte sich die Strategie der äthiopischen Regierung von der direkten Verwendung von Streitkräften hin zu vermehrter (Zwangs-)Rekrutierung und Stationierung lokaler Milizen.
Die hauptsächlichen militärischen Operationen waren um die Städte Degehabur, Kebri Dehar, Warder und Shilabo. Das Gebiet ist die Heimat des Ogadeni-Clans, der als Grundlage der Unterstützung der ONLF angesehen wird.
Laut Human Rights Watch (HRW) hat vor allem das äthiopische Militär Menschenrechtsverletzungen begangen. Hunderte Zivilisten seien unrechtmäßig verhaftet worden, und vielfach seien Gefangene in Militärbasen gefoltert und vergewaltigt worden. Auch habe es außergerichtliche Hinrichtungen gegeben. Die Armee habe Dörfer zerstört und niedergebrannt. Indem Handel und humanitäre Hilfe für das Konfliktgebiet blockiert wurden, werde die Bevölkerung einer Kollektivbestrafung unterzogen. Die Bewegungsfreiheit der Nomaden werde eingeschränkt und Vieh beschlagnahmt. Aber auch die ONLF wird wegen Menschenrechtsverletzungen kritisiert, da sie auch zivile Ziele angegriffen hat und rücksichtslos gegen Kritiker und „Kollaborateure“ vorgeht.
2008 sank die Zahl der Dorfverbrennungen und Zwangsumsiedlungen. Dies mag einen Wandel der Strategie seitens des äthiopischen Militärs und weniger Zusammenstöße mit der ONLF widerspiegeln oder auch darauf zurückzuführen sein, dass mittlerweile Tausende Menschen – manchen Schätzungen zufolge gar Zehntausende – aus der Region geflohen sind.
Das amerikanische Forschungsinstitut American Association for the Advancement of Science veröffentlichte Satellitenbilder, die die Zerstörung von Dörfern belegen sollen.
Bei einer militärischen Operation Äthiopiens Anfang 2009 wurden Mohammed Sirad Dolal und viele andere Anführer der ONLF getötet. Dies führte zu einer Spaltung der ONLF. Im Verlauf des Jahres 2010 unterzeichnete Äthiopien Friedensverträge mit verschiedenen Untergruppen der ONLF. Im September 2010 vermeldete die äthiopische Regierung, dass in den Maar-Maar-Bergen an der Grenze zu Somaliland/Somalia 123 ONLF-Kämpfer getötet und weitere 90 eingekreist worden seien. Laut den Behörden in Somaliland waren die Rebellen an der Küste gelandet, um anschließend landeinwärts an die Grenze zu gelangen. Die ONLF bestätigte lediglich, dass es Kämpfe in dem Grenzgebiet gegeben habe.